# Parkeringsplats

Standardiserad skylt

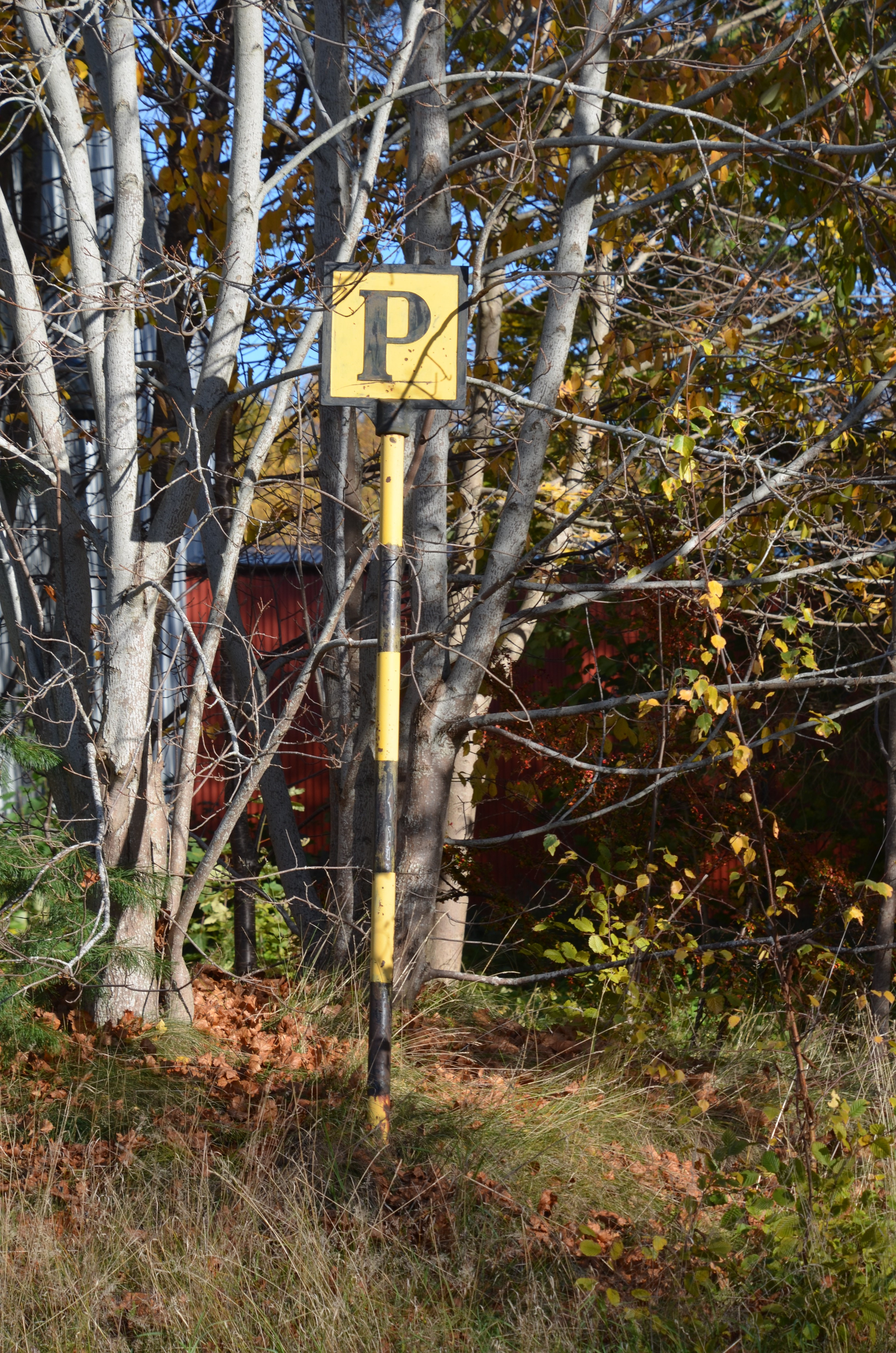
Skylt för parkeringsplats från 1930-talet och fram till 1950-talet

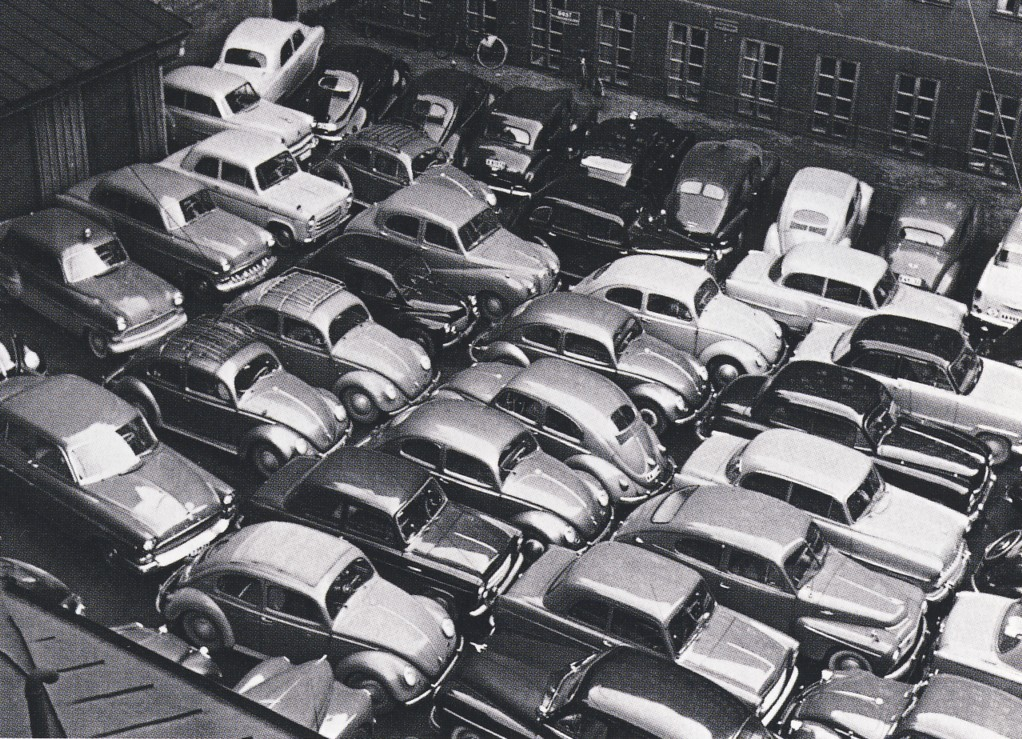
Kompaktparkering på Televerkets gård vid Hamngatan 17 i Stockholm 1956.

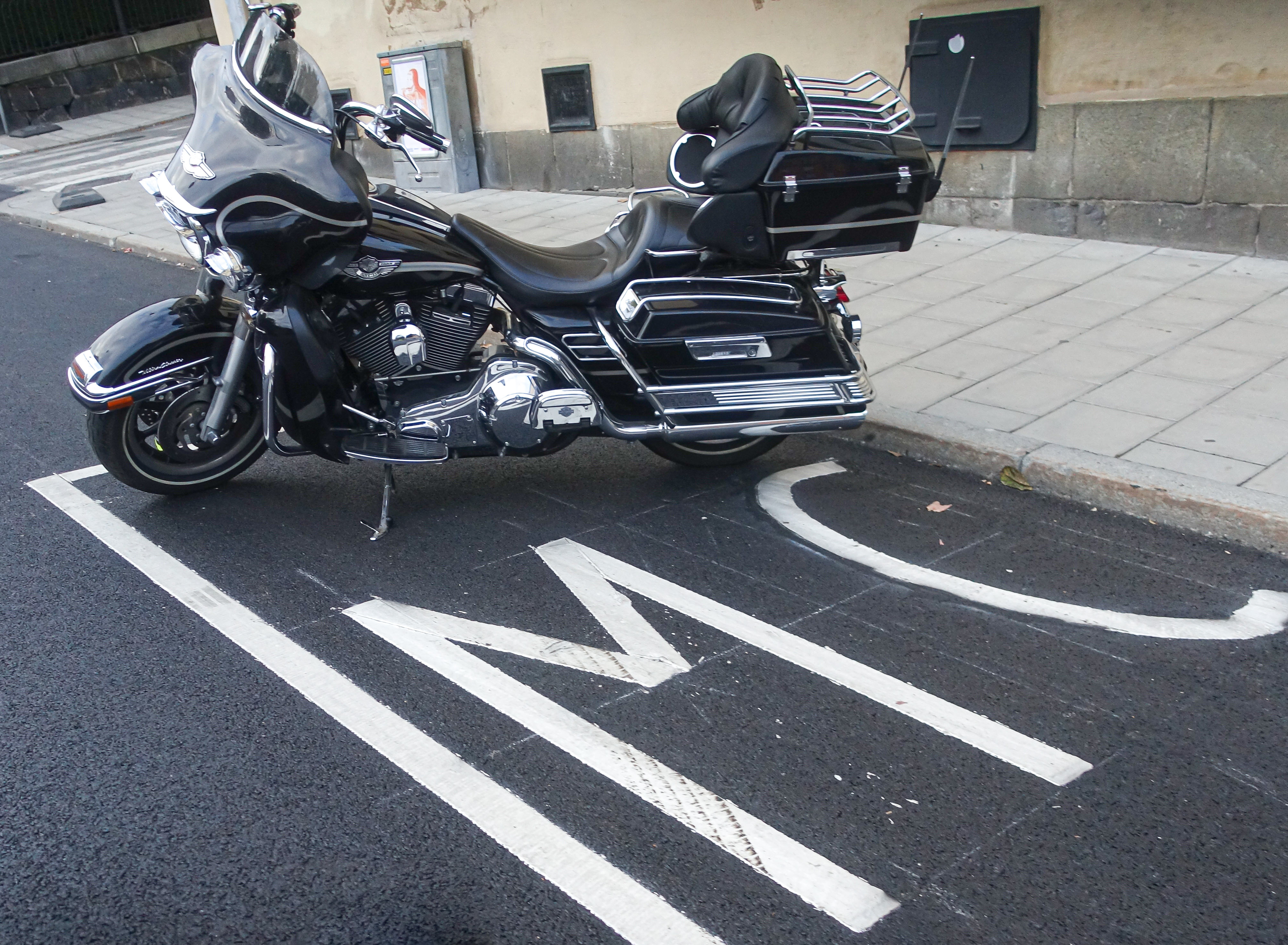
Plats för parkering av motorcyklar i Stockholm.

Parkeringsplatser, kort p-plats, finns dels på gator i olika tätorter, dels längs med vägar. I tätorter kan de finnas längs med gatorna. De kan vara utformade så att bilarna ska parkeras längsgående parallellt med vägen eller på snedden i vinklar av olika grad i förhållande till körbanan. På större parkeringsplatser är oftast uppställningsplatserna anordnade så att bilarna parkeras sida vid sida. Parkeringsplatser av dessa tre olika typer måste enligt lagen vara utmålade på vägen med vita linjer för att markera hur bilarna ska parkeras och utmärkas med vägmärkesskylt, ett anvisningsmärke, som har ett stort P som betyder just parkering.

## Längs vägar
Det finns också parkeringsplatser längs med många landsvägar. Även vid dessa finns normalt en skylt med ett stort P som visar var denna finns. Parkeringsplatser på landsvägar brukar bestå av en ficka längs med vägen. I vissa fall kan parkeringsplatser även finnas på motorväg och motortrafikled. Dessa är då inte bara en ficka längs med vägen utan de är speciellt anordnade så att de ligger en liten bit åt sidan från motorvägen. För att ta sig till en sådan parkeringsplats får trafikanterna åka av på en ramp som påminner om en avfart och åker sedan på motorvägen igen på en påfart. I Sverige är denna typ av parkeringsplatser vanligen fullt utrustade som rastplatser och ligger glest, omkring var 30–40 kilometer. På motorvägarna i Tyskland ligger enkla parkeringsplatser mycket tätt, var 5–10 kilometer. Ibland finns vägskyltar som informerar om avståndet till närmaste parkeringsplats för att underlätta planeringen av reseförloppet.

## Markutnyttjande
Parkeringsplatser tar cirka 25 m² per bil inklusive manövreringsytor i anspråk. Vid sådana köpcentra och arbetsplatser med mera, dit de allra flesta åker egen bil, tar ofta parkeringsplatserna lika mycket eller mer markyta än som behövs för det egentliga köpcentret eller arbetsplatsen med mera. I storstädernas centra åker folk kollektivt till arbeten och butiker i mycket högre grad, eftersom det är dyrt att parkera där. Därför behövs inte så mycket parkeringsplatser där. En lösning som används där är också parkeringshus (parkering i flera våningar). Ett exempel på markutnyttjandet är från Nettos broschyr om nya etableringar, där det framgår att cirka 3000–5000 m² behövs, varav 1050 m² lokalstorlek och resten utomhus, mest parkering och vägar att köra på. Netto etablerar sig gärna nära bostäder, medan vissa butikskedjor som i ännu högre grad riktar sig mot bilburna och ligger i industriområden behöver ännu större parkeringsplatser i förhållande till butiksyta. Ett annat exempel är om man tänker sig ett trevåningshus som tar 200 m² markyta. Det kan innehålla 6–9 lägenheter. Lika många parkeringsrutor tar upp 150–225 m² markyta, alltså ungefär lika mycket och då tillkommer gator och liknande.
Handikapplatser är större än vanliga bilplatser medan platser för motorcyklar är mindre.

## Sverige

### Regler
Om inget annat anges är parkering tillåten i 24 timmar men oftast är dessa skyltar kompletterade med så kallade tilläggstavlor som anger hur lång tid man får parkera och vilka klockslag som kan gälla.
Grundregeln med 24 timmars parkering gäller dock bara helgfri måndag 00:00 - fredag 23:59 så du kan till exempel parkera din bil på fredagen vid lunch och behöver inte flytta den förrän midnatt mellan påföljande måndag till tisdag.
Om det är avgiftsbelagt att parkera anges det och vilka tider som avgift för parkering tas ut. Även andra regleringar finns och anges med tilläggstavlor, exempelvis "förhyrda platser" eller "besökande".
Rent juridiskt är parkeringsplatser och övriga ytor i Sverige uppdelade i två typer, dels på gator och vägar (gatumark), där överträdelse behandlas enligt lagen om felparkeringsavgift, och dels privat mark (tomtmark), där överträdelse behandlas enligt lagen om kontrollavgift vid olovlig parkering. I likhet med en privat brygga så är det på en privat uthyrd p-plats tillåtet att stanna till för att till exempel vila. I båda fallen är man tvungen att flytta sitt fordon eller båt ifall kontraktsägaren är i behov av egendomen.

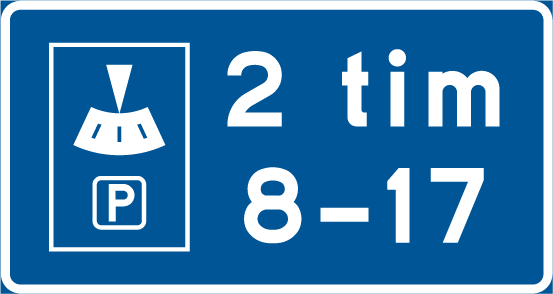
Tilläggskylt för P-skiva

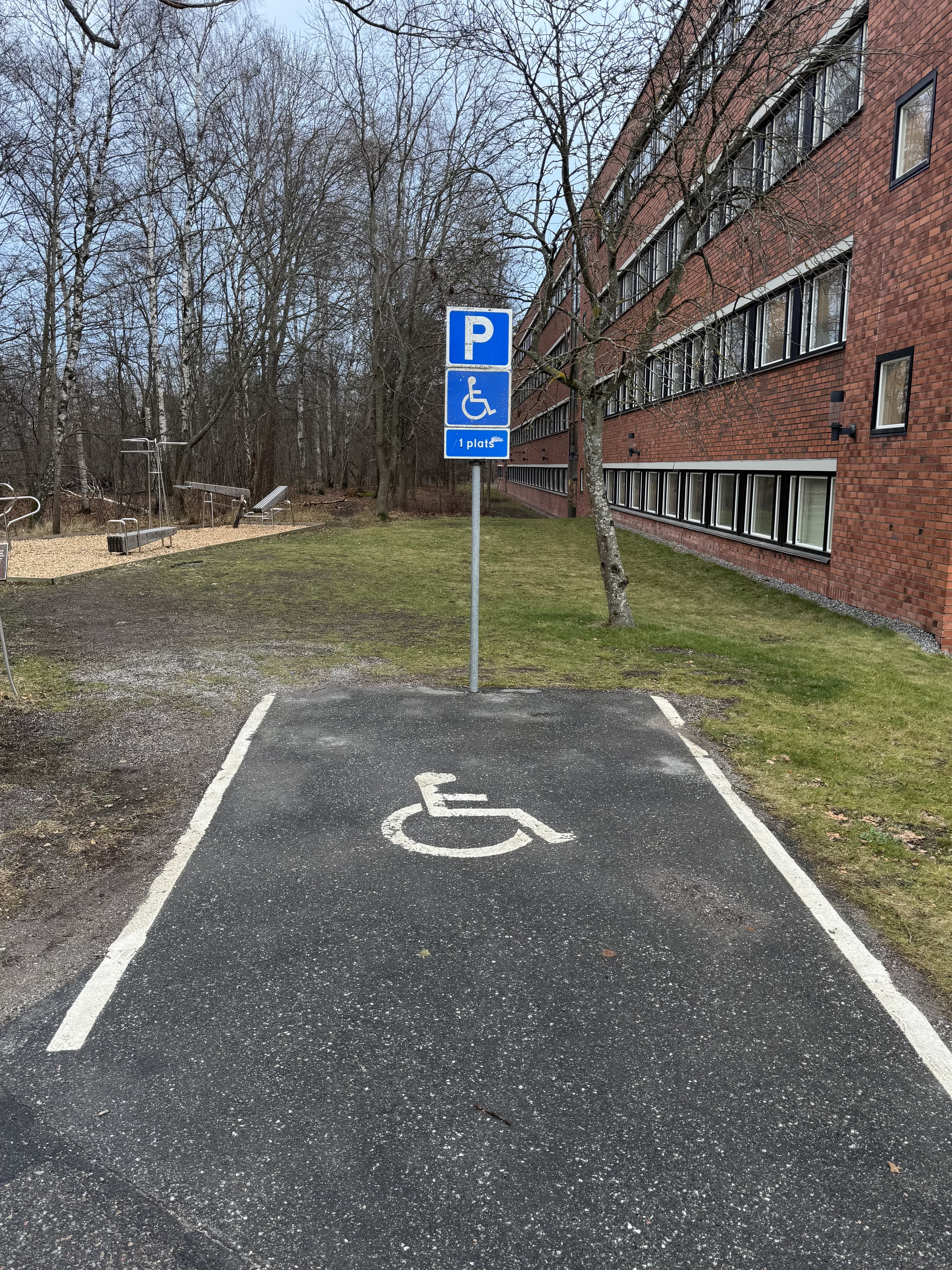
En parkeringsplats för personer med rörelsehinder i Stockholm, 2024.

En felparkeringsavgift (gatumark) är ett slags trafikböter och skall betalas in även om man anser att den är felaktig, därefter kan överklagan ske hos polismyndigheten, antingen genom att skicka en skriftlig invändning eller vid ett besök på polisstation. Om man inte betalar felparkeringsvgiften går den till Kronofogdemyndigheten för verkställighet, vilket i sig resulterar i en betalningsanmärkning även vid överklagan.
En kontrollavgift (i regel på tomtmark) är att betrakta som vilken skuld som helst till ett företag och för att bestrida fordran invänder man mot den och betalar inte den. En kontrollavgift kan inte gå till Kronofogdemyndigheten för verkställighet så länge man bestrider den, förrän en exekutionstitel över fordran finns. Om man har olika uppfattningar så får den ena parten stämma den andre i tingsrätten. Den som förlorar (normalt fordonsägaren) kan förpliktas att betala ersättning för motpartens utlägg för ansökan om stämning, det vill säga ansökningsavgiften på 450 kr samt eventuella resekostnader, om målet inte avgörs efter skriftlig förberedelse. Vid skriftlig förberedelse är den förlorande parten enbart skyldig att erlägga ersättning för ansökningsavgiften.
På vissa parkeringsplatser tillåts avgiftsfri parkering vid användandet av en parkeringsskiva, kort p-skiva. För att kunna använda en p-skiva måste detta vara angiven på en tilläggskylt som visar den avgiftsfria parkeringstidens totala längd. P-skivan måste ha rätt utseende enligt parkeringsplatsens regler.